# Telemontecarlo
Pour les articles homonymes, voir TMC.
Telemontecarlo connue par acronyme TMC est une chaîne monégasque de télévision en langue italienne, créée en 1973 et lancée le 5 août 1974, transmise à l'origine depuis la principauté de Monaco et ensuite sur le territoire national italien et diffusée en couleur. En 2001, la chaine est vendue à la société Seat Pagine Gialle.

## Historique de la chaîne
Officiellement créée pour répondre aux besoins de la forte communauté italienne installée en Principauté de Monaco, une version en langue italienne de Télé Monte-Carlo est mise en ondes directement en couleur le 5 août 1974. Émettant vers la Ligurie depuis l'émetteur monégasque du Mont Agel, Tele Monte Carlo suscite immédiatement l'intérêt des téléspectateurs italiens parce que la Rai ne commence ses transmissions en couleur qu'en 1977. Des essais techniques de Télé Monte-Carlo en couleur SÉCAM destinés à l'Italie ont lieu dès le mois de juin 1971 avec la mise en place du canal 35 UHF, diffusé à la norme G avec une puissance de 50 kW. Après plusieurs essais, en 1973 TMC diffuse de façon expérimentale quelques émissions en italien sur ce canal, qui deviendra par la suite Tele Monte Carlo en 1974,.
De 1976 à 1980, le président de TMC, Henri de France, participe à l’implantation et à l’exploitation du réseau de rediffusion de Tele Monte Carlo en Italie.
Le 12 mars 1982, la Rai acquiert 50 % du capital de Telemontecarlo. Le 4 août 1985, le groupe brésilien Rede Globo acquiert 90 % du capital de la chaîne, laissant les 10 % restants à la Rai.
En 1990, à la suite de la loi Mammì, la chaine obtient officiellement l'autorisation de diffuser sur tout le territoire national italien.
En 1995, le groupe Cecchi Gori acquiert Telemontecarlo pour créer, avec la chaîne Videomusic (rebaptisée TMC 2 de 1996 à 2001), le troisième pôle de la télévision italienne, après Rai et Mediaset.
En 2000, le siège de la chaîne est déplacé de Monaco à Rome.
En 2001, le groupe revend les 2 chaines : TMC devient LA7 le 24 juin 2001, TMC 2 est remplacée par MTV Italia le 1er mai 2001.

### Identité visuelle (logo)

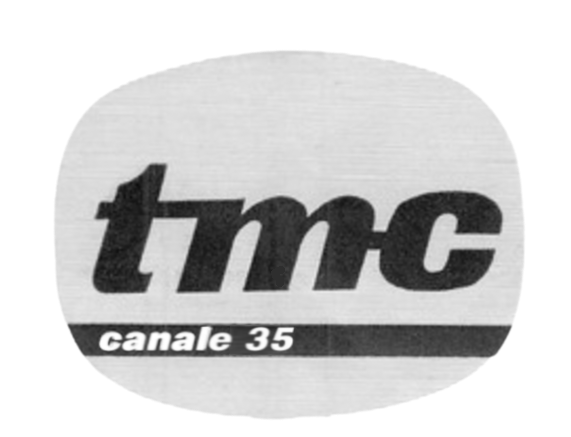
Premier logo sur le canal 35 pendant les émissions expérimentales.
Logo de Tele Monte Carlo du 5 août 1974 à 1980
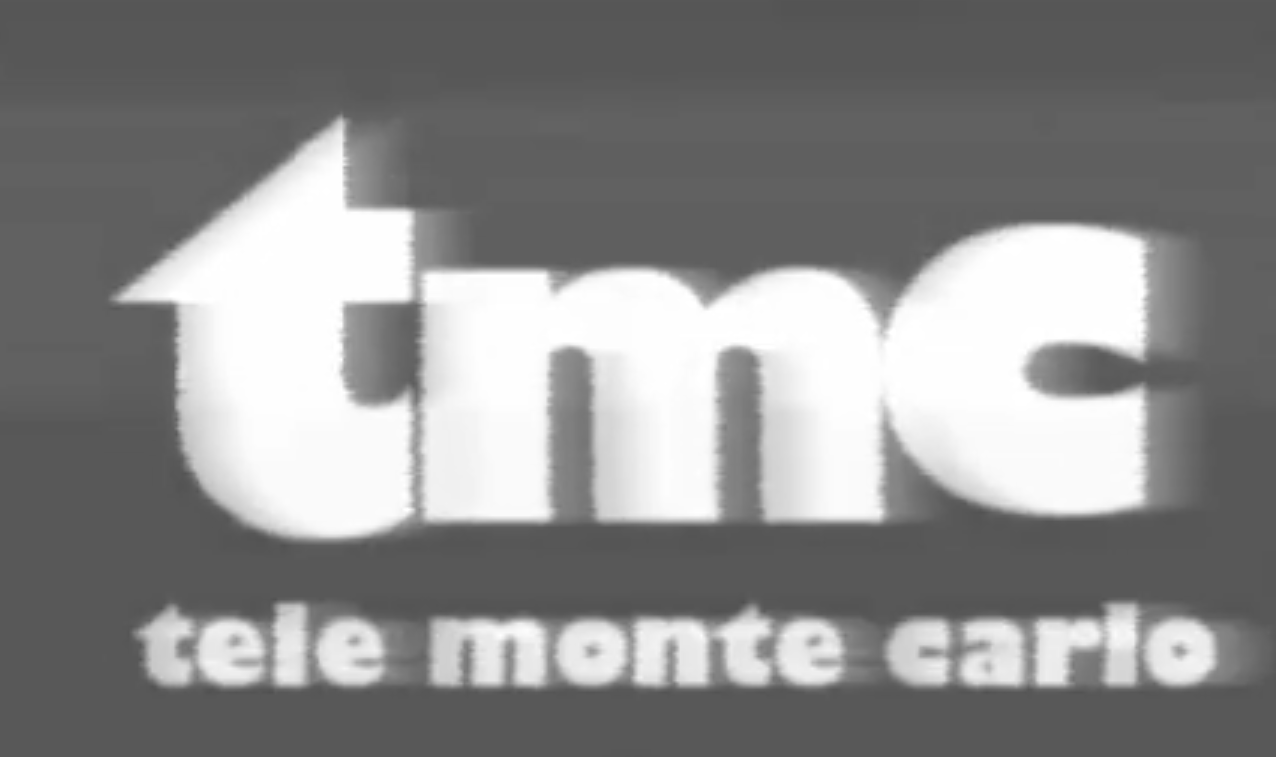
Logo de Tele Monte Carlo pour les programmes en noir et blanc de 1974 à 1975.
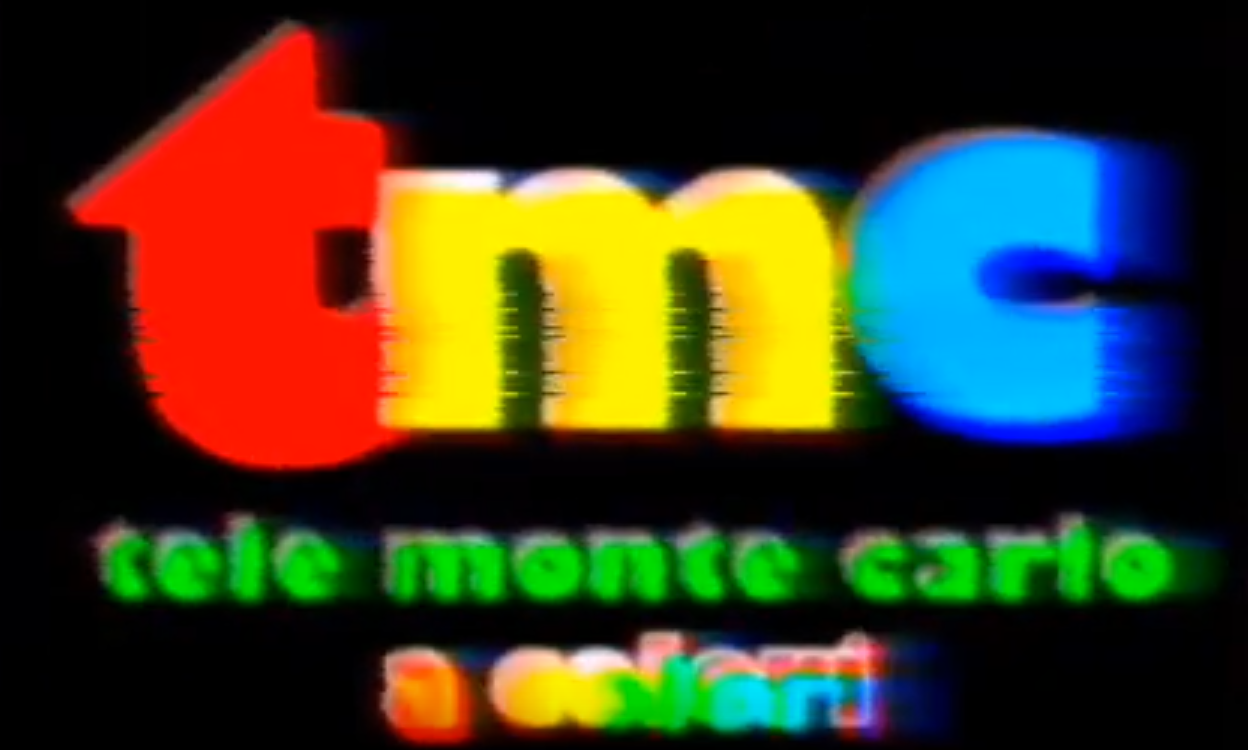
Logo de Tele Monte Carlo a colori de 1974 à 1980.
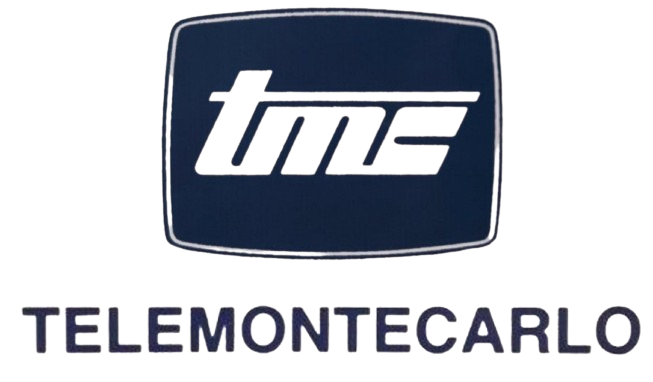
Logo de Telemontecarlo de 1980 à 1981.
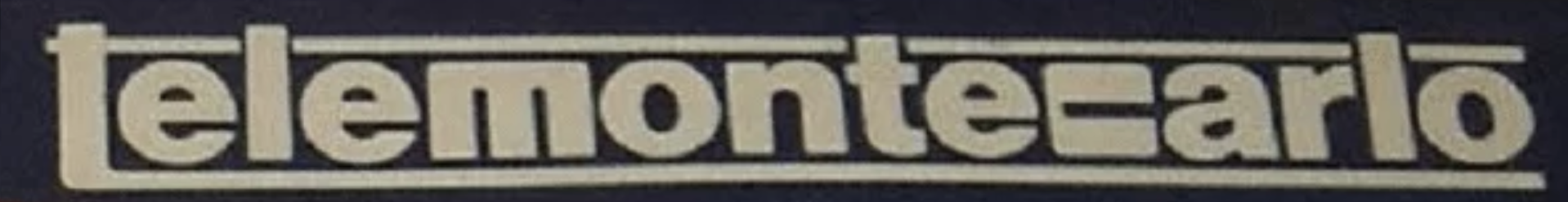
Logo alternatif de Telemontecarlo de 1980 à 1981.
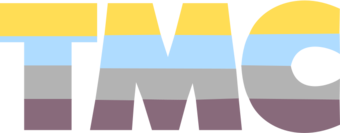
Logo de TMC de 1981 à 1985.
Logo de Telemontecarlo du 4 août 1985 au 19 juillet 1995
Logo de Telemontecarlo du 20 juillet 1995 au 24 juin 2001